# Prawdziwa Słowacka Partia Narodowa
Prawdziwa Słowacka Partia Narodowa (słow. Pravá Slovenská národná strana, PSNS) – słowacka partia polityczna o profilu nacjonalistycznym, działająca w latach 2001–2005.
Partia powstała 6 października 2001 w wyniku rozłamu w Słowackiej Partii Narodowej (SNS), z której wykluczono m.in. byłego jej lidera Jána Slotę i kilku posłów. Grupa ta podjęła decyzję o powołaniu PSNS z Jánem Slotą na czele. W wyborach parlamentarnych w 2002 ugrupowanie z wynikiem 3,7% nie przekroczyło wyborczego progu, do Rady Narodowej nie dostała się wówczas również SNS, którą poparło 3,3% głosujących. Obie narodowe partie podjęły następnie współpracę, a w 2003 Ján Slota powrócił na funkcję lidera SNS. PSNS i SNS, formalnie jako koalicja, wystartowały w 2004 w wyborach europejskich, otrzymując 2,0% głosów. W 2005 doszło do ostatecznej integracji obu ugrupowań pod szyldem Słowackiej Partii Narodowej.